# 伊藤之雄
伊藤 之雄（いとう ゆきお、1952年9月26日 - ）は、日本の歴史学者。京都大学名誉教授。学位は、博士（文学）。

## 経歴
1952年、福井県生まれ。岐阜県立大垣南高等学校を経て、1976年に京都大学文学部を卒業した。同大学院文学研究科修士課程修了。1981年、同博士課程満期退学。
1988年、京都薬科大学専任講師に着任。1990年より名古屋大学文学部助教授。1993年3月23日、博士論文『大正デモクラシーと政党政治』を京都大学に提出して博士（文学）の学位を取得）。
1994年、京都大学大学院法学研究科教授となった。1995年、ハーバード・イェンチン研究所・ライシャワー日本研究所で研究（ - 1997年）。京都大学公共政策大学院兼担教授を経て、2018年3月に定年退職し、名誉教授となった。
学外では1999年から京都市政史編さん委員会にかかわり、代表を務めた（ - 2014年）。

## 受賞・栄典
- 2012年2月：『昭和天皇伝』で第15回司馬遼太郎賞を受賞[7][8]。
- 2016年：日本政治法律学会より学会賞を受賞[9]。

## 研究内容・業績
- 専門は近・現代日本政治外交史[1]。
- 先輩に当たる今谷明は、2007年に「気鋭の近代政治史家」と高く評している[10]。

## 門下生
- 奈良岡聰智[11]
- 西田敏宏[12]
- 森靖夫[13]
- 平松良太[14]
- 萩原淳[15]
- 西山由理花[16]
- 斎藤紅葉[14]
- 瀧井一博 [17]

## 著書
※は電子書籍版も刊

### 単著
- 『大正デモクラシーと政党政治』山川出版社、1987年11月。ISBN 4-634-61590-8。
- 『大正デモクラシー――民衆の登場』岩波書店〈岩波ブックレット シリーズ日本近代史 no.12〉、1992年4月。ISBN 4-00-003422-7。
- 『立憲国家の確立と伊藤博文――内政と外交 1889～1898』吉川弘文館、1999年7月。ISBN 4-642-03687-3。オンデマンド版2022年。ISBN 9784642736879
- 『立憲国家と日露戦争――外交と内政 1898～1905』木鐸社、2000年7月。ISBN 4-8332-2293-0。
- 『政党政治と天皇－日本の歴史（22）』講談社、2002年9月。ISBN 4-06-268922-7。
  - 『政党政治と天皇－日本の歴史 (22)』講談社学術文庫、2010年4月。ISBN 978-4-06-291922-7。
- 『昭和天皇と立憲君主制の崩壊』名古屋大学出版会、2005年5月。ISBN 4-8158-0514-8。
- 『明治天皇――むら雲を吹く秋風にはれそめて』ミネルヴァ書房〈日本評伝選〉、2006年9月。ISBN 4-623-04719-9。
- 『元老西園寺公望――古希からの挑戦』文藝春秋〈文春新書〉、2007年12月。ISBN 978-4-16-660609-2。
- 『山県有朋――愚直な権力者の生涯』文藝春秋〈文春新書〉、2009年2月。ISBN 978-4-16-660684-9。
- 『伊藤博文――近代日本を創った男』講談社、2009年11月。ISBN 978-4-06-215909-8。
  - 『伊藤博文――近代日本を創った男』講談社学術文庫、2015年3月。ISBN 978-4-06-292286-9。※
- 『京都の近代と天皇――御所をめぐる伝統と革新の都市空間 1868～1952』千倉書房、2010年9月。ISBN 978-4-8051-0951-9。
- 『昭和天皇伝』文藝春秋、2011年7月。ISBN 978-4-16-374180-2。
  - 『昭和天皇伝』文春文庫、2014年3月。ISBN 978-4-16-790064-9。※
- 『伊藤博文をめぐる日韓関係――韓国統治の夢と挫折1905-1921』ミネルヴァ書房、2011年9月。ISBN 978-4-623-06120-4。
- 『原敬――外交と政治の理想』講談社選書メチエ（上・下）、2014年12月。ISBN 4-06-258592-8＆ISBN 4-06-258593-6。※
- 『元老――近代日本の真の指導者たち』中央公論新社〈中公新書〉、2016年6月。ISBN 978-4-12-102379-7。※
- 『「大京都」の誕生－都市改造と公共性の時代 1895-1931年』ミネルヴァ書房、2018年2月
- 『大隈重信（上）―「巨人」が夢見たもの』『（下）―「巨人」が築いたもの』中公新書、各・2019年7月※
- 『真実の原敬―維新を超えた宰相』講談社現代新書、2020年8月※
- 『最も期待された皇族―東久邇宮』千倉書房、2021年2月。前半生の伝記
- 『東久邇宮の太平洋戦争と戦後―陸軍大将・首相の虚実 一九三二～九〇年』ミネルヴァ書房、2021年6月。後半生の伝記
- 『維新の政治と明治天皇──岩倉・大久保・木戸の「公論」主義 1862～1871』名古屋大学出版会、2023年11月
- 『原敬と大隈重信―早稲田の「巨人」を超える 一八八一～一九二二年』法律文化社「歴墾ビブリオ」、2024年

### 編著
- 『近代京都の改造――都市経営の起源 1850～1918年』ミネルヴァ書房〈Minerva日本史ライブラリー 17〉、2006年4月。ISBN 4-623-04517-X。
- 『原敬と政党政治の確立』千倉書房、2014年7月。ISBN 4-8051-1039-2。

### 共編著
- 川田稔 編『環太平洋の国際秩序の模索と日本――第一次世界大戦後から五五年体制成立』山川出版社、1999年11月。ISBN 4-634-52080-X。
- 井上満郎、藤田覚 共 編『理解しやすい日本史B』（2001年/新課程版、2003年、2008年/改訂版、2009年、2014年）文英堂〈シグマベスト〉。ISBN 4-578-01022-8。 - 学習テクスト
- 川田稔 編『二〇世紀日米関係と東アジア』風培社、2002年4月。ISBN 4-8331-4032-2。
- 川田稔 編『二〇世紀日本の天皇と君主制――国際比較の視点から一八六七～一九四七』吉川弘文館、2004年3月。ISBN 4-642-03762-4。
- 川田稔 編『20世紀日本と東アジアの形成――1867～2006』ミネルヴァ書房〈Minerva人文・社会科学叢書 120〉、2007年5月。ISBN 978-4-623-04842-7。
- 李盛煥 編『伊藤博文と韓国統治――初代韓国統監をめぐる百年目の検証』ミネルヴァ書房〈シリーズ・人と文化の探究 6〉、2009年6月。ISBN 978-4-623-05439-8。
- 藤井讓治 編『日本の歴史 近世・近現代編』ミネルヴァ書房、2010年5月。ISBN 978-4-623-05591-3。
- 『実録 昭和天皇（別冊宝島 2320）』監修、宝島社、2015年3月。ISBN 978-4800236876。
- 中西寛 共 編『日本政治史の中のリーダーたち　明治維新から敗戦後の秩序変容まで』京都大学学術出版会、2018年3月。ISBN 978-4-8140-0140-8。
- 横内裕人 共編著『理解しやすい日本史』文英堂〈シグマベスト〉、2024年。ISBN 978-4-578-24421-9 - 学習テクスト

## 論文
※後に単著に収録されたものは除く

### 単行本所収論文
- 「日清戦前の中国・朝鮮認識の形成と外交論」、古屋哲夫 編『近代日本のアジア認識』京都大学人文科学研究所、1994年3月。
- 「桂園体制形成期の政友会の組織改革と原敬」、井上満郎、杉橋隆夫 編『古代・中世の政治と文化』上横手雅敬監修、思文閣出版、1994年4月。ISBN 4-7842-0818-6。
- 「日露戦争以前の中国・朝鮮認識と外交論」、京都大学法学部百周年記念論文集刊行委員会 編『京都大学法学部創立百周年記念論文集』 第1巻 基礎法学・政治学、有斐閣、1999年2月。ISBN 4-641-02738-2。
- 「日露戦争と日本外交」、防衛庁防衛研究所 編『日露戦争と世界　100年後の視点から　平成16年度戦争史研究国際フォーラム報告書』防衛庁防衛研究所、2005年3月。ISBN 4-939034-24-0。
- 「日露戦争と明治天皇」、日露戦争研究会 編『日露戦争研究の新視点』成文社、2005年5月。ISBN 4-915730-49-2。
- 「昭和天皇・元老・宮中勢力の情報・ネットワークと政治」、猪木武徳 編『戦間期日本の社会集団とネットワーク　デモクラシーと中間団体』NTT出版、2008年3月。ISBN 978-4-7571-4182-7。
- 「若き原敬の国制観・外交観」、曽我部真裕、赤坂幸一 編『憲法改革の理念と展開　大石眞先生還暦記念』 下巻、信山社、2012年3月。ISBN 978-4-7972-5573-7。

### 雑誌論文
- 「元老の形成と変遷に関する若干の考察――後継首相推薦機能を中心として」『史林』第60巻第2号、史学研究会、1977年3月、241-263頁、ISSN 0386-9369。
- 「「ファシズム」期の選挙法改正問題」『日本史研究』第212号、日本史研究会、1980年4月、42-77頁、ISSN 0386-8850。
- 「一九二〇年代中・後期の地方都市民衆運動――但馬震災罹災民会より労農党但馬支部へ」『史林』第63巻第5号、史学研究会、1980年9月、739-775頁、ISSN 0386-9369。
- 「名望家秩序の改造と青年党――斎藤隆夫をめぐる但馬の人々」『日本史研究』第241号、日本史研究会、1982年9月、39-73頁、ISSN 0386-8850。
- 戸田文明・橋本義則共著「一九八二年「第九回歴史学入門講座」の記録　（1982年度日本史研究会大会に向けて）」『日本史研究』第242号、日本史研究会、1982年10月、54-57頁、ISSN 0386-8850。
- 「高橋内閣改造問題の考察」『ヒストリア』第98号、大阪歴史学会、1983年3月、19-42頁、ISSN 0439-2787。
- 「原内閣と山県系官僚」『史林』第66巻第4号、史学研究会、1983年7月、556-582頁、ISSN 0386-9369。
- 「近現代史部会共同研究報告　護憲三派内閣への政治過程〔含　討論〕　（1983年度　日本史研究会大会特集号）　――　（近現代分科会）」『日本史研究』第259号、日本史研究会、1984年3月、95-119頁、ISSN 0386-8850。
- 「北岡伸一著「清沢洌」」『史林』第70巻第5号、史学研究会、1987年9月、837-839頁、ISSN 0386-9369。
- 「〈近代〉都市と政党――1893～1903年の和歌山市〔含　質疑・討論〕　（1990年度〔大阪歴史学会〕大会特集）　――　（個人報告）」『ヒストリア』第129号、大阪歴史学会、1990年12月、185-209頁、ISSN 0439-2787。
- 「第1議会期の立憲自由党――組織と政策の形成」『名古屋大学文学部研究論集』第110号、名古屋大学文学部、1991年、231-291頁、ISSN 0469-4716。
- 「日本政党政治研究の課題――三谷太一郎氏・テツオ・ナジタ氏の研究をめぐって」『日本史研究』第345号、日本史研究会、1991年5月、25-36頁、ISSN 0386-8850。
- 「第2次伊藤内閣期の政党と藩閥官僚」『名古屋大学文学部研究論集』第113号、名古屋大学文学部、1992年、271-299頁、ISSN 0469-4716。
- 「日清戦後の自由党の改革と星亨」『名古屋大学文学部研究論集』第116号、名古屋大学文学部、1993年、161-224頁、ISSN 0469-4716。
- 「「自由民権運動と立憲改進党」大日方純夫」『日本史研究』第368号、日本史研究会、1993年4月、140-148頁、ISSN 0386-8850。
- 「日清戦争以後の中国・朝鮮認識と外交論」『名古屋大学文学部研究論集』第119号、名古屋大学文学部、1994年、263-305頁、ISSN 0469-4716。
- 「元老制度再考――伊藤博文・明治天皇・桂太郎」『史林』第77巻第1号、史学研究会、1994年1月、1-31頁、ISSN 0386-9369。
- 「「日本の政党政治　1890-1937年――議会分析と選挙の数量分析」川人貞史」『史学雑誌』第103巻第1号、山川出版社、1994年1月、103-112頁、ISSN 0018-2478。
- 「近現代　（1993年の歴史学界――回顧と展望）　――　（日本）」『史学雑誌』第103巻第5号、山川出版社、1994年5月、788-833頁、ISSN 0018-2478。
- 「「日本近現代史（2）資本主義と『自由主義』」坂野潤治他編」『歴史学研究』第660号、青木書店、1994年7月、42-44頁、ISSN 0386-9237。
- 「初期政友会の政策と組織の確立――原敬の主導権の形成」『法学論叢』第136巻4～6、京都大学法学会、1995年3月、193-230頁、ISSN 0387-2866。
- 「三谷太一郎著『新版・大正デモクラシー論――吉野作造の時代』」『史林』第78巻第6号、史学研究会、1995年11月、980-987頁、ISSN 0386-9369。
- 「日露戦争と桂園体制の形成」『法学論叢』第138巻4～6、京都大学法学会、1996年3月、228-304頁、ISSN 0387-2866。
- 「J.Mark Ramseyer and Frances M.Rosenbluth,The Politics of Oligarchy:Institutional Choice in Imperial Japan,1995――合理的選択モデルと近代日本研究」『レヴァイアサン』第19号、木鐸社、1996年10月、146-156頁、ISSN 1343-8166。
- 「高橋秀直著『日清戦争への道』」『史林』第79巻第6号、史学研究会、1996年11月、969-976頁、ISSN 0386-9369。
- 「山県系官僚閥と天皇・元老・宮中――近代君主制の日英比較」『法学論叢』第140巻1・2、京都大学法学会、1996年11月、58-178頁、ISSN 0387-2866。
- 「川田稔著『原敬　転換期の構想――国際社会と日本』」『日本史研究』第412号、日本史研究会、1996年12月、122-131頁、ISSN 0386-8850。
- 「第一次大戦と戦後日本の形成――立憲政友会の動向」『法学論叢』第140巻3・4、京都大学法学会、1997年1月、155-211頁、ISSN 0387-2866。
- 「小林道彦著『日本の大陸政策1895～1914――桂太郎と後藤新平』」『日本史研究』第426号、日本史研究会、1998年2月、68-76頁、ISSN 0386-8850。
- 「原敬内閣と立憲君主制 (1) 近代君主制の日英比較」『法学論叢』第143巻第4号、京都大学法学会、1998年7月、1-25頁、ISSN 0387-2866。
- 「原敬内閣と立憲君主制 (2) 近代君主制の日英比較」『法学論叢』第143巻第5号、京都大学法学会、1998年8月、1-33頁、ISSN 0387-2866。
- 「原敬内閣と立憲君主制 (3) 近代君主制の日英比較」『法学論叢』第143巻第6号、京都大学法学会、1998年9月、1-25頁、ISSN 0387-2866。
- 「原敬内閣と立憲君主制 (4)・完――近代君主制の日英比較」『法学論叢』第144巻第1号、京都大学法学会、1998年10月、1-18頁、ISSN 0387-2866。
- 「広田照幸著『陸軍将校の教育社会史』――教育社会学と近代日本研究」『レヴァイアサン』第24号、木鐸社、1999年4月、164-167頁、ISSN 1343-8166。
- 「季武嘉也著『大正期の政治構造』」『史学雑誌』第109巻第3号、山川出版社、2000年3月、438-447頁、ISSN 0018-2478。
- 「田中義一内閣と立憲君主制の混迷――昭和天皇をめぐる政治とイメージ」『法学論叢』第148巻3・4、京都大学法学会、2001年1月、187-276頁、ISSN 0387-2866。
- 「浜口雄幸内閣と立憲君主制の動揺 (1) 昭和天皇をめぐる政治とイメージ」『法学論叢』第149巻第6号、京都大学法学会、2001年9月、1-24頁、ISSN 0387-2866。
- 「書評と紹介　原武史著『大正天皇』（朝日選書）」『日本歴史』第641号、吉川弘文館、2001年10月、125-127頁、ISSN 0386-9164。
- 「浜口雄幸内閣と立憲君主制の動揺 (2) 昭和天皇をめぐる政治とイメージ」『法学論叢』第150巻第1号、京都大学法学会、2001年10月、1-26頁、ISSN 0387-2866。
- 「浜口雄幸内閣と立憲君主制の動揺 (3) 昭和天皇をめぐる政治とイメージ」『法学論叢』第150巻第2号、京都大学法学会、2001年11月、1-17頁、ISSN 0387-2866。
- 「浜口雄幸内閣と立憲君主制の動揺（4）昭和天皇をめぐる政治とイメージ」『法学論叢』第150巻第4号、京都大学法学会、2002年1月、1-19頁、ISSN 0387-2866。
- 「浜口雄幸内閣と立憲君主制の動揺（5・完）昭和天皇をめぐる政治とイメージ」『法学論叢』第150巻第6号、京都大学法学会、2002年3月、1-22頁、ISSN 0387-2866。
- 「近代日本の議会制の発展と立憲君主制の形成――イギリス・ドイツ・オーストリアとの比較の観点から　（特集　法生活と文明史）」『比較法史研究』第11号、比較法制研究所、2003年3月、82-95頁、ISSN 0918-4996。
- 「立憲君主制の空洞化と満州事変への道――第二次若槻内閣と昭和天皇をめぐる政治」『法学論叢』第152巻5・6、京都大学法学会、2003年3月、117-192頁、ISSN 0387-2866。
- 「近代日本の君主制の形成と朝鮮――韓国皇帝・皇族等の日本帝国への包摂」『法学論叢』第154巻4・5・6、京都大学法学会、2004年3月、65-98頁、ISSN 0387-2866。
- 「特集史論（1）日露開戦への道　（特集　日露戦争一〇〇年目の真実）」『歴史読本』第49巻第4号、新人物往来社、2004年4月、44-49頁。
- 「昭和天皇と臣田中義一　（特集　天皇と皇室の21世紀）　――　（昭和史の中の天皇）」『諸君!』第36巻第7号、文藝春秋、2004年7月、258-268頁、ISSN 0917-3005。
- 「書評　櫻井良樹著『帝都東京の近代政治史――市政運営と地域政治』」『史学雑誌』第113巻第12号、山川出版社、2004年12月、2050-2057頁、ISSN 0018-2478。
- 「東久邇宮稔彦王の迷走と宮中・陸軍――宮中某重大事件後の皇族と宮中政治1922～1926」『法学論叢』第156巻3・4、京都大学法学会、2005年1月、116-184頁、ISSN 0387-2866。
- 「韓国と伊藤博文」『日本文化研究』17輯〔韓国〕、2006年。
- 「東久邇宮稔彦王の復活と宮中・陸軍（1）皇族と満州事変への道・1927～1932」『法学論叢』第159巻第1号、京都大学法学会、2006年4月、1-28頁、ISSN 0387-2866。
- 「東久邇宮稔彦王の復活と宮中・陸軍（2）皇族と満州事変への道・1927～1932」『法学論叢』第159巻第3号、京都大学法学会、2006年6月、1-35頁、ISSN 0387-2866。
- 「東久邇宮稔彦王の復活と宮中・陸軍（3）皇族と満州事変への道・1927～1932」『法学論叢』第159巻第4号、京都大学法学会、2006年7月、1-29頁、ISSN 0387-2866。
- 「東久邇宮稔彦王の復活と宮中・陸軍（4・完）皇族と満州事変への道・一九二七～一九三二」『法学論叢』第159巻第5号、京都大学法学会、2006年8月、1-29頁、ISSN 0387-2866。
- 「講演要旨　昭和天皇と戦争責任――明治天皇の受けた教育・リーダーシップ・資質との比較の観点から〔含　質疑応答〕」『調研クオータリー』第22号、読売新聞東京本社調査研究本部、2006年、172-197頁。
- 「京都御所・御苑空間と近代日本の天皇制（上）」『京都市政史編さん通信』第27号、京都市市政史編さん委員会、2006年12月。
- 「京都御所・御苑空間と近代日本の天皇制（中）」『京都市政史編さん通信』第28号、京都市市政史編さん委員会、2007年4月。
- 「京都御所・御苑空間と近代日本の天皇制（下）」『京都市政史編さん通信』第29号、京都市市政史編さん委員会、2007年8月。
- 「論文評　近代日本の君主制研究展望――河西秀哉氏の拙著［伊藤之雄著『昭和天皇と立憲君主制の崩壊』］書評に答えつつ」『史林』第90巻第2号、史学研究会、2007年3月、374-381頁、ISSN 0386-9369。
- 「日露戦争後の都市改造事業の展開――京都市の都市経営・一九〇七～一九一一」『法学論叢』第160巻5・6、京都大学法学会、2007年3月、119-183頁、ISSN 0387-2866。
- 「批判と反省　近代天皇は「魔力」のような権力を持っているのか」『歴史学研究』第831号、青木書店、2007年9月、17-23頁、ISSN 0386-9237。
- 「研究余録　原敬の誤解と研究者の誤解」『日本歴史』第721号、吉川弘文館、2008年6月、81-83頁、ISSN 0386-9164。
- 「伊藤博文の韓国統治と韓国併合――ハーグ密使事件以降」『法学論叢』第164巻第1-6号、京都大学法学会、2009年3月、1-70頁、ISSN 0387-2866。
- 「第一次世界大戦後の都市計画事業の形成――京都市を事例に　一九一八～一九一九」『法学論叢』第166巻第6号、京都大学法学会、2010年3月、1-34頁、ISSN 0387-2866。
- 「若き原敬の動向と国家観・自由民権観　郵便報知新聞記者の明治十四年政変」『法学論叢』第170巻第4-6号、京都大学法学会、2012年3月、33-105頁、ISSN 0387-2866。